# Bauknecht

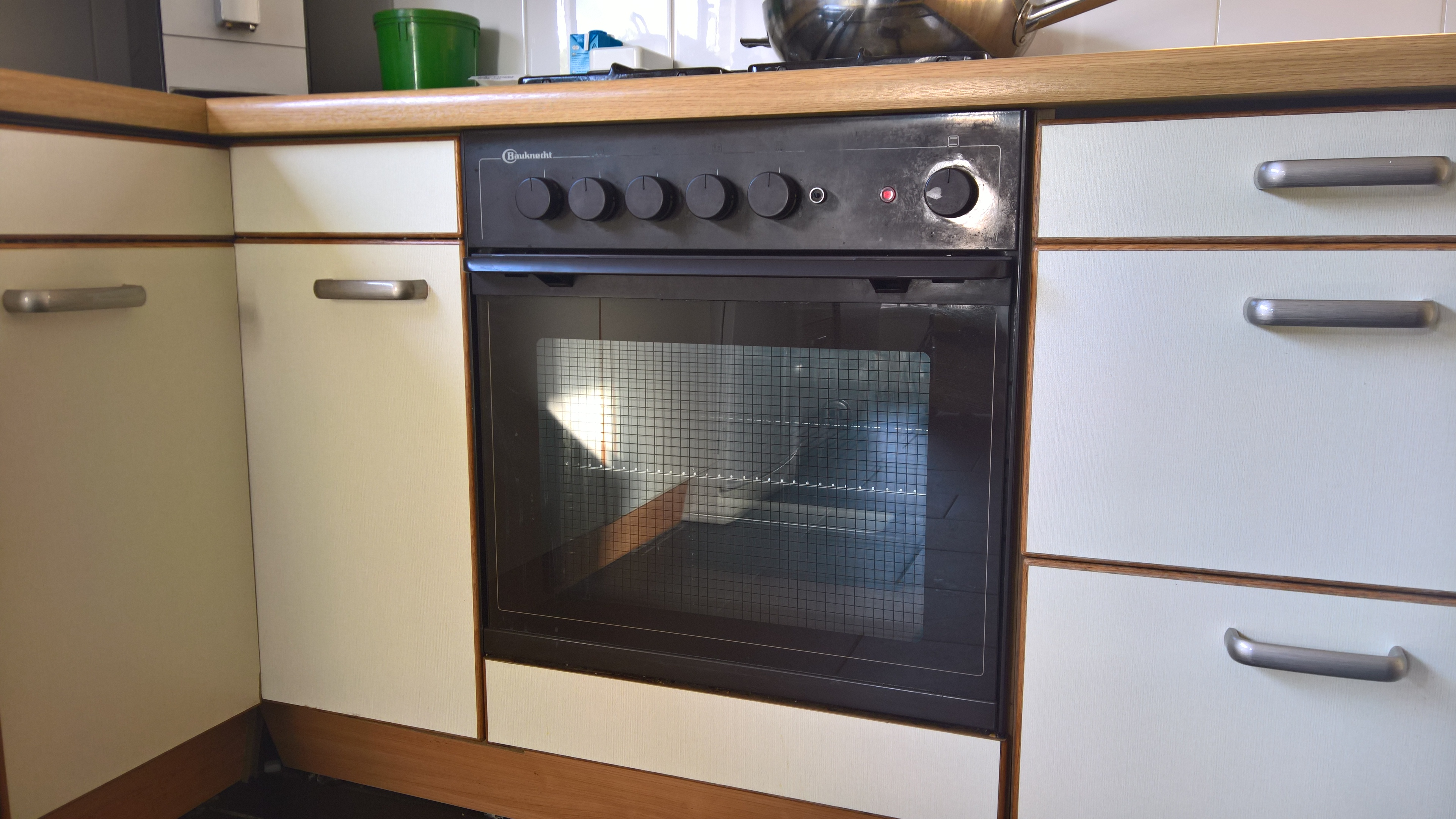
Bauknecht-Elektroherd

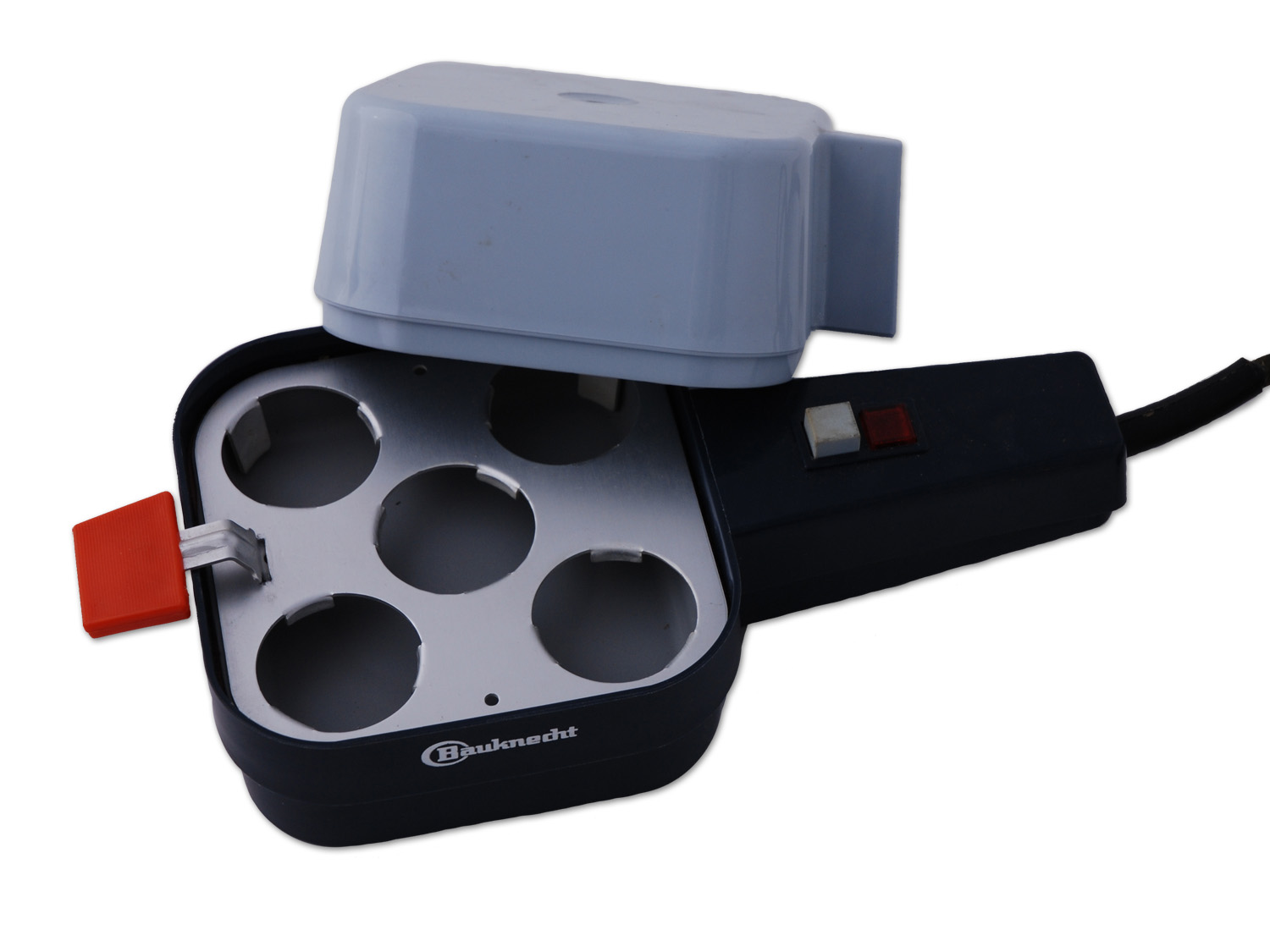
Bauknecht-Eierkocher

Die Bauknecht Hausgeräte GmbH war ein in Deutschland führender Hersteller von Haushaltsgeräten. Seit 1989 gehört das Unternehmen zur Whirlpool Corporation, der Stammsitz befand sich in Schorndorf. Sitz des Herstellers wurde dann Stuttgart. Im Jahr 2006 wurde der Sitz des Vertriebsunternehmens nach Stuttgart verlegt. Ende 2012 schloss Whirlpool die Produktion der Werke in Calw (Kühlschränke/Gefriertruhen), Neunkirchen (Saar) (Geschirrspülmaschinen) und Schorndorf (Waschmaschinen und Trockner). Seit 2023 gehört die Marke Bauknecht zu einem Gemeinschaftsunternehmen von Arçelik und Whirlpool.

## Geschichte

### Gründung und Aufbau des Unternehmens

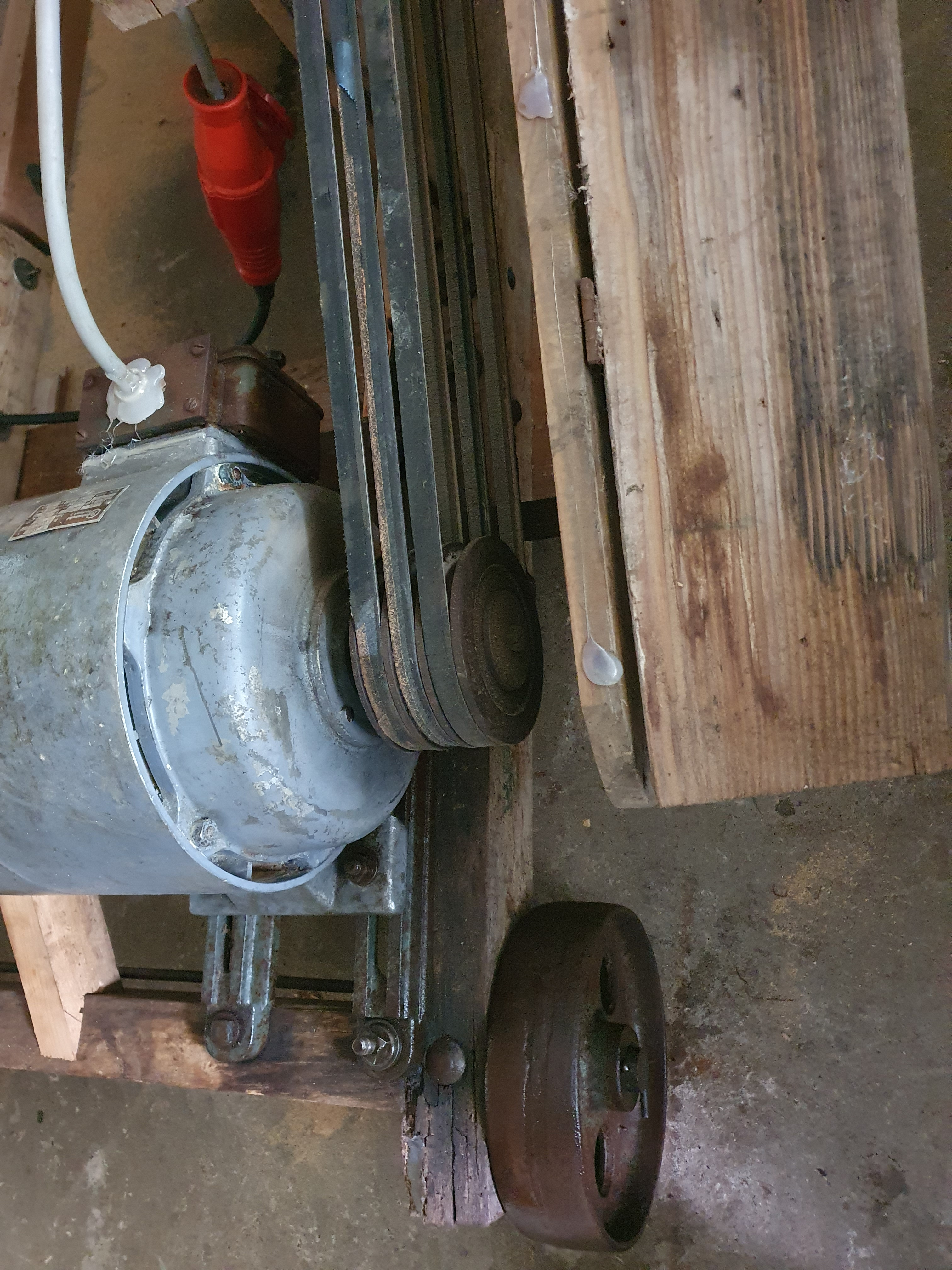
4-kW-Bauknecht-Elektromotor als Antrieb für eine Rolltischsäge

Das Unternehmen wurde 1919 von Gottlob Bauknecht in Neckartenzlingen als elektrotechnische Werkstatt gegründet. Erste Bekanntheit erreichte er durch den von ihm entwickelten Einheits-Elektromotor „Landfreund“.
Den Schritt in die Produktion von elektrotechnischen Küchengeräten machte das Unternehmen im Nachkriegsdeutschland, angefangen 1948 mit der elektrischen Rührhilfe „Allfix“. 1951 wurde der erste Bauknecht-Kühlschrank produziert, 1958 die erste Waschmaschine, 1964 die erste Geschirrspülmaschine. 1965 wurde die W. Krefft AG übernommen.
Am 9. September 1976 starb der Unternehmensgründer im Alter von 84 Jahren und hinterließ seinen Söhnen die Geschäftsführung. Die Bauknecht-Unternehmensgruppe mit Sitz in Stuttgart gehörte damals zu den 100 größten deutschen Industrieunternehmen und zur Spitzengruppe der europäischen Hersteller von Elektromotoren, Hausgeräten und Einbauküchen. Sie hatte 13 Fertigungsstätten in Deutschland, Belgien, Frankreich, Österreich und der Schweiz, eigene Vertriebsgesellschaften in Europa und Vertretungen in allen wichtigen Staaten. Zu der G. Bauknecht GmbH gehörten insgesamt 39 Einzelgesellschaften. Im Jahre 1981 betrug der Jahresumsatz von Bauknecht 1,6 Milliarden DM. Es wurden weltweit 12.825 Arbeitnehmer beschäftigt.

### Konkurs
Aufgrund von verlustträchtigen Auslandsinvestitionen und des Rückzugs der Banken von weiteren Finanzierungszusagen stellte die Geschäftsführung am 20. Mai 1982 beim Amtsgericht Stuttgart Antrag auf Eröffnung des gerichtlichen Vergleichsverfahrens zur Abwendung des Konkurses. Zum Vergleichsverwalter wurde der Stuttgarter Rechtsanwalt Volker Grub bestellt.
Die Familie Bauknecht konnte sich mit den beteiligten Banken nicht auf eine eigenständige Fortführung der Bauknecht GmbH einigen. Deshalb wurde am 29. Oktober 1982 das Anschlusskonkursverfahren eröffnet und damit der Weg bereitet, dass der Konkursverwalter einzelne Unternehmensteile und Unternehmensgesellschaften veräußern konnte.

#### Veräußerung der Tochtergesellschaften
- Mit Wirkung zum 1. November 1982 übernahm die Deutsche Philips Industrie AG, Hamburg, den Bereich der Hausgeräte mit insgesamt 2.441 Arbeitnehmern.
- Die zu Bauknecht gehörende und von Gottlob Himmel gegründete Himmelwerk AG, die in Tübingen 614 Arbeitnehmer beschäftigte und Motoren herstellte, wurde von der Flender AG aus Bocholt übernommen.
- Das Motorenwerk in Spielberg, Österreich, mit 500 Arbeitnehmern ging unter Beteiligung der österreichischen Regierung in Austria Antriebstechnik G. Bauknecht GmbH Spielberg, eine Auffanggesellschaft, über.
- Einbauküchen wurden in einem selbständigen Bauknechtwerk im belgischen Genk hergestellt. Dieses Werk wurde 1977 gegründet und nach den neuesten Entwicklungen und Errungenschaften ausgestattet und hatte noch eine intakte Kapitalbasis. Es gehörte zu einer Zwischenholding mit Sitz in Luxemburg, über die dort ebenfalls ein Konkursverfahren eröffnet war. Der dortige Insolvenzverwalter beschloss, das Werk in Genk eigenständig weiterzuführen, und übernahm zu diesem Zweck auch den in Stuttgart angesiedelten Küchen-Vertriebsbereich mit 92 Mitarbeitern unter dem Namen Komplett-Küchen GmbH.
- Die Familie Bauknecht übernahm über ihre Stiftungen in Liechtenstein den Bereich der Thermotechnik (Heizgeräte) und den gewerblichen Küchenbereich in Gevelsberg mit insgesamt 470 Mitarbeitern.
- Keinen Übernehmer fand Grub für das Motorenwerk in Welzheim, in dem 1.450 Arbeitnehmer beschäftigt waren. Eine Sanierung wurde für möglich erachtet, wenn die Belegschaft um 100 Arbeitnehmer zurückgeführt und dem Bereich ein Kapitalbedarf von 30 Millionen DM zur Verfügung gestellt wurde. Nach umfassender Erörterung erklärte sich ein Konsortium aus 13 Banken bereit, den Kredit einzuräumen, forderte aber eine Landesbürgschaft der baden-württembergischen Regierung. Grub gelang es, in den Gesprächen mit Ministerpräsident Lothar Späth eine Landesbürgschaft über 20 Millionen DM zu erhalten. Damit gründete er in seiner Eigenschaft als Konkursverwalter die Antriebstechnik G. Bauknecht AG (ATB), in die er in vollem Umfang den Motorenbereich Welzheim einbrachte. Mit Dieter Härlin bestellte er einen erfahrenen Geschäftsführer. Grub selbst übernahm den Vorsitz in einem dreiköpfigen Aufsichtsrat für die ATB. 1984 schrieb das Unternehmen schwarze Zahlen. Bei einem Umsatz von 160 Millionen DM erzielte es einen Gewinn von 4,6 Millionen DM vor Steuern, die Eigenkapitalquote lag zwischenzeitlich bei 51 Prozent und die Mitarbeiterzahl erhöhte sich wieder. Die Dresdner Bank, Konsortialsführerin für den Bankenkredit, nahm Ende 1986 den Vorschlag von Grub auf, die ATB an die Börse zu bringen. Unter Führung der Dresdner Bank wurden die neuen Aktien der ATB in der Zeit vom 15. bis 20. Mai 1985 an den Börsen in Stuttgart und Frankfurt eingeführt. Im Jahre 1989 gewann Grub die Bocholter Flender AG als Mehrheitsaktionärin.[4]

#### Abschluss des Konkursverfahrens
1987 schloss Grub das Konkursverfahren für die G. Bauknecht GmbH mit einer Zahlungsquote von 57 Prozent für Konkursgläubiger in Höhe von 367 Millionen DM ab.

### 1989 bis heute
Seit 1989 gehört die Bauknecht Hausgeräte GmbH zum US-amerikanischen Konzern Whirlpool. Das Werk in Neunkirchen im Saarland entwickelte und produzierte ab 1971 Geschirrspüler. Ab 1996 war auch das europäische Technologiezentrum für Geschirrspüler in Neunkirchen angesiedelt. In Schorndorf befand sich das globale Entwicklungszentrum für Waschautomaten und Trockner, in dem die großvolumigen Waschmaschinen für den US-Markt produziert wurden.
Zu Beginn des Jahres 2012 übernahm der Automobilzulieferer ZF Friedrichshafen AG das Werk in Neunkirchen mit 240 der 280 dortigen Beschäftigten, um seine Produktionskapazitäten im Bereich Getriebekomponenten zu erweitern. Die Arbeiter, die bislang Geschirrspüler montierten, konnten dort nach Umschulungen Fahrzeuggetriebe fertigen.
Im April 2012 gab Bauknecht bekannt, den Standort Schorndorf mit 100 Beschäftigten und somit auch den letzten deutschen Entwicklungsstandort Ende des Jahres zu schließen. Zwischenzeitliche Pläne, 240 der rund 300 in der Waschmaschinenherstellung Beschäftigten vom Schweizer Solarzellenproduzenten Solarcell übernehmen zu lassen, hatten sich wegen Insolvenz zerschlagen, und allen Beschäftigten wurde am 19. Juli 2012 das Arbeitsverhältnis gekündigt. Heute existiert nur noch das Vertriebsunternehmen Bauknecht Hausgeräte GmbH in Stuttgart.
Am früheren Bauknecht-Standort Schorndorf siedelte sich Anfang 2018 der elektrotechnische Großhandel Emil Löffelhardt an.

## Werbeslogans
Der in Deutschland verwendete Werbeslogan „Bauknecht weiß, was Frauen wünschen“ gehört zu den bekanntesten Werbesprüchen im Westdeutschland der 1950er und 1960er Jahre. Obwohl der Inhalt im Laufe der Frauenbewegung(en) in den 1970er Jahren auch als Bevormundung empfunden wurde, wurde er erst nach über fünf Jahrzehnten im Jahr 2004 fallengelassen, als er laut Marktforschern messbar unpopuläre Züge annahm. Ersetzt wurde der Slogan durch „Heute leben“. Dieser wurde Anfang 2013, einhergehend mit einem Markenrelaunch, durch den Slogan „Mehr als Technik“ abgelöst. Im Jahr 2017 positionierte sich das Unternehmen mit dem Slogan „Für mich und mein Zuhause“.